# Thomas Kuban
Thomas Kuban ist das Pseudonym eines deutschen Journalisten und Sachbuchautors, der vor allem durch Film- und Buchveröffentlichungen über seine langjährigen Recherchen in der rechtsextremen Musikszene Deutschlands und Europas bekannt wurde.

## Leben
„Thomas Kuban“, der zu seinem eigenen Schutz nur unter diesem Pseudonym auftritt, hatte sich seit Mitte der 1990er-Jahre als freiberuflicher Journalist auf Undercover-Recherchen spezialisiert. Nähere Angaben zu seiner Person sind nicht bekannt. Bei öffentlichen Auftritten bediente Kuban sich aus Sicherheitsgründen stets einer Verkleidung mit „senfgelber Jacke, blonder Perücke, Bart und Sonnenbrille“, um unerkannt zu bleiben.
Seit Anfang der 2000er-Jahre arbeitete Kuban bei seinen Recherchen mit einer verdeckten Filmkamera in Form einer digitalen Miniaturkamera, die als „Knopflochkamera“ unter seiner Kleidung versteckt ist. Seine Filmbeiträge erschienen in verschiedenen Fernsehmagazinen in Deutschland, Belgien, Österreich und der Schweiz, darunter Spiegel TV und stern TV. Außerdem schrieb er Reportagen für die Süddeutsche Zeitung, das Nachrichtenmagazin Der Spiegel und andere Medien.
Kuban recherchierte seit Mitte der 1990er-Jahre bis 2011 in der rechtsextremen Musikszene und besuchte dazu zahlreiche Rechtsrock-Konzerte in Deutschland und im europäischen Ausland. Seit etwa 2003 filmte er dabei heimlich „Nazi-Rockkonzerte“, die in einem konspirativen Milieu von Neonazis veranstaltet wurden. Viele solcher Konzerte wurden durch das verbotene Netzwerk Blood and Honour, Division 28, aber auch von der NPD und deren Jugendorganisation Junge Nationaldemokraten organisiert. In der Regel kam es bei den Konzerten zu Straftaten, meist in Form von Volksverhetzung.

## Öffentliche Wahrnehmung
Thomas Kuban trat im Oktober 2012 als Experte in der ARD-Fernsehsendung Günther Jauch auf. Dort kritisierte er u. a. das Verhalten der Polizei gegenüber der rechtsradikalen Musikszene und trug Vorwürfe gegen die Band Frei.Wild vor, die von zahlreichen überregionalen Medien aufgegriffen wurden.
Der Film Blut muss fließen von 2012, der sich mit Kubans Recherchen in der rechtsradikalen Musikszene befasst und eine Auswahl seiner investigativen Filmaufnahmen enthält, erhielt eine große mediale Aufmerksamkeit. Kubans gleichnamiges 2012 erschienenes Buch wurde in zahlreichen regionalen und überregionalen Medien besprochen oder rezensiert.
Des Weiteren wurde die Recherche-Arbeit Kubans in einem umfangreichen Bericht im Magazin Der Spiegel gewürdigt. Auch in anderen überregionalen Medien wird Kuban zitiert oder seine Arbeit beschrieben. Kuban selbst veröffentlichte mehrere Beiträge über seine Recherchen, die unter anderem im Spiegel und der Süddeutschen Zeitung veröffentlicht wurden. Zudem schrieb Kuban beispielsweise für Onlinefachportale wie Endstation Rechts oder der Bundeszentrale für politische Bildung (bpb).
Bereits 2009 ist ein Interview mit Kuban auf der Homepage der bpb dokumentiert. Das von Kuban bereitgestellte Material fand unter anderem in folgenden Fernsehsendungen Verwendung: Spiegel TV, stern tv, Report Mainz, Report München, Kontraste und Panorama. Auch ausländische Fernsehstationen strahlten von Kuban recherchiertes Material aus.

## Unterbrechung der Undercover-Recherchen
In einem Gespräch mit Angelika Fey von Deutschlandradio Wissen, das im März 2016 gesendet wurde, verwies Kuban auf Albträume, die eine Folge des jahrelangen Doppellebens gewesen seien und gab bekannt, dass er nicht mehr undercover berichten wolle. Zudem gab Kuban an, „den Medienmarkt falsch eingeschätzt“ zu haben.
Im Herbst 2018 gab er als Reaktion auf einen Boom in der rechtsextremen Konzertszene bekannt, seine Undercover-Recherchen erneut aufzunehmen. Nachdem seine Aufnahmen eines Konzerts in Kirchheim im Ilm-Kreis in einer Sendung des MDR verwendet worden waren, wurde gegen die Verantwortlichen und Teilnehmenden Anzeige erstattet.

## Auszeichnungen
- Kuban wurde zusammen mit Andrea Röpke und Anton Maegerle 2007 mit dem Leuchtturm-Preis für besondere publizistische Leistungen ausgezeichnet.[24]
- Der Film Blut muss fließen wurde 2012 auf der Berlinale 2012 gezeigt und belegte den 2. Platz des Alternativen Medienpreis 2012.[25]
- 2013 erhielt Kuban den Georg-Elser-Preis der Landeshauptstadt München.[26]

## Werke

### Film
- Blut muss fließen – Undercover unter Nazis. Dokumentarfilm; Regie, Drehbuch, Produktion und Kamera: Peter Ohlendorf; Länge: 87 Minuten; Deutschland 2012 (Thomas Kuban: Recherche, Kamera).

### Sachbuch
- Blut muss fließen. Undercover unter Nazis. Campus-Verlag, Frankfurt am Main 2012, ISBN 978-3-593-39802-0.